# Чампасак
Чампасак (лао: ຈຳປາສັກ) је име насеља које је средиште истоименог дистрикта и истоимене провинције у југозападном Лаосу, те граничи с Тајландом на западу и Камбоџом на југу.
Краљевство Чампасак (1713—1946) је било једно од три мала краљевства која су настала распадом Лан Санга. Иако је било успешно почетком 18. века, касније је сведено на вазалну државу Тајланда. За време француске управе краљевство је постало управна јединица и његови краљеви су изгубили многе своје привилиегије. Кад се Лаос осамосталио 1946. године, укинуто је и Краљевство Чампасак.
Последњи краљ Чампасака, Ратсаданаy (в. 1904-45.) је имао палату у Паксеу, који је данас главни град Порвинције Чампасак, док је град Чампасак сведен на насеље које се већином састоји од кућа уз речну обалу Меконга, док се његово малобројно становништво бави послуживањем туриста који долазе да посете оближњи храмски комплекс Ват Пу удаљен само 10 км у подножју планине Пу Као.
Шест километара од Вата Пу се налазе остаци и планираног пред-кмерског древног града (површине 4 ха) на обалама Меконга. Изгледа као да је он напуштен и замењен као урбано средиште другим планираним градом одмах јужно од Вата Пу у Ангкорском раздобљу. од њега је водио пут према југу, покрај каменолома и других древних индустријских објеката. Многа од тих обележја стоје у пажљиво планираном пределу који је пажљиво обликован како би одражавао верске одлике хиндуизма и будизма.
Знаменитост провинције Чампасак, осим наведеног храмског комплекса Ват Пу, је и слап Кхоне Фафенг (висок 21 м, с неколико касакада дужине 9,7 км) који је главни разлог зашто река Меконг није пловна све до Кине. Доњи део слапа је испресецан многим рукавцима и стенама, те га зову Си Фан Дон ("4,000 острва").